# (100453) 1996 SA4
(100453) 1996 SA4 es un asteroide perteneciente al cinturón de asteroides, descubierto el 18 de septiembre de 1996 por el equipo del Beijing Schmidt CCD Asteroid Program desde la Estación Xinglong, Hebei, China.

## Designación y nombre
Designado provisionalmente como 1996 SA4.

## Características orbitales
1996 SA4 está situado a una distancia media del Sol de 2,273 ua, pudiendo alejarse hasta 2,707 ua y acercarse hasta 1,839 ua. Su excentricidad es 0,190 y la inclinación orbital 7,576 grados. Emplea 1252 días en completar una órbita alrededor del Sol.

## Características físicas
La magnitud absoluta de 1996 SA4 es 16,2. Tiene 1,492 km de diámetro y su albedo se estima en 0,38.